# Ewa Rusznica
Ewa Rusznica (* um 1960, verheiratete Ewa Wilman) ist eine polnische Badmintonspielerin.

## Karriere
Ewa Rusznica wurde 1978 erstmals nationale Meisterin in Polen. Neun weitere Titelgewinne folgten bis 1983. 1981 siegte sie bei den Austrian International, 1982 bei den Polish Open.

## Sportliche Erfolge
| Saison | Veranstaltung                                          | Disziplin   | Platz | Name                                                 |
| ------ | ------------------------------------------------------ | ----------- | ----- | ---------------------------------------------------- |
| 1978   | Polnische Einzelmeisterschaften                        | Dameneinzel | 3     | Ewa Rusznica (Unia Głubczyce)                        |
| 1978   | Polnische Einzelmeisterschaften                        | Damendoppel | 2     | Maria Bahryj / Ewa Rusznica (Unia Głubczyce)         |
| 1978   | Polnische Meisterschaften der Junioren                 | Damendoppel | 1     | Bożena Wojtkowska / Ewa Rusznica                     |
| 1979   | Polnische Meisterschaften der Junioren                 | Damendoppel | 1     | Bożena Wojtkowska / Ewa Rusznica                     |
| 1979   | Polnische Einzelmeisterschaften                        | Dameneinzel | 3     | Ewa Rusznica (Polonia Głubczyce)                     |
| 1980   | Polnische Einzelmeisterschaften                        | Dameneinzel | 3     | Ewa Rusznica (Polonia Głubczyce)                     |
| 1980   | Polnische Einzelmeisterschaften                        | Damendoppel | 1     | Ewa Rusznica / Bożena Wojtkowska (Polonia Głubczyce) |
| 1980   | Polnische Meisterschaften der Junioren                 | Damendoppel | 1     | Bożena Wojtkowska / Ewa Rusznica                     |
| 1981   | Polnische Meisterschaften der Junioren                 | Damendoppel | 1     | Bożena Wojtkowska / Ewa Rusznica                     |
| 1981   | Polnische Einzelmeisterschaften                        | Damendoppel | 2     | Maria Bahryj / Ewa Rusznica (Technik Głubczyce)      |
| 1981   | Polnische Einzelmeisterschaften                        | Dameneinzel | 3     | Ewa Rusznica (Technik Głubczyce)                     |
| 1981   | Polnische Einzelmeisterschaften                        | Mixed       | 1     | Jerzy Dołhan / Ewa Rusznica (Technik Głubczyce)      |
| 1981   | Austrian International                                 | Damendoppel | 1     | Bożena Wojtkowska / Ewa Rusznica                     |
| 1982   | Polnische Einzelmeisterschaften                        | Dameneinzel | 2     | Ewa Rusznica (Technik Głubczyce)                     |
| 1982   | Polnische Einzelmeisterschaften                        | Damendoppel | 1     | Ewa Rusznica / Bożena Wojtkowska (Technik Głubczyce) |
| 1982   | Polish International                                   | Damendoppel | 1     | Bożena Wojtkowska / Ewa Rusznica                     |
| 1982   | DDR: Internationales Werner-Seelenbinder-Gedenkturnier | Damendoppel | 2     | Bożena Wojtkowska / Ewa Rusznica                     |
| 1983   | Polnische Einzelmeisterschaften                        | Mixed       | 3     | Jerzy Dołhan / Ewa Rusznica (Technik Głubczyce)      |
| 1983   | Polnische Einzelmeisterschaften                        | Dameneinzel | 1     | Ewa Rusznica (Technik Głubczyce)                     |
| 1983   | Polnische Einzelmeisterschaften                        | Damendoppel | 1     | Ewa Rusznica / Bożena Wojtkowska (Technik Głubczyce) |
| 1985   | Polnische Einzelmeisterschaften                        | Damendoppel | 1     | Ewa Wilman / Bożena Wojtkowska (Technik Głubczyce)   |
| 1985   | Polnische Einzelmeisterschaften                        | Mixed       | 1     | Jerzy Dołhan / Ewa Wilman (Technik Głubczyce)        |
| 1986   | Polnische Einzelmeisterschaften                        | Mixed       | 1     | Jerzy Dołhan / Ewa Wilman (Technik Głubczyce)        |